# Dun (Ariège)
Dun é uma comuna francesa na região administrativa de Occitânia, no departamento de Ariège.